# Singida (stad)
Singida is een stad in Tanzania en is de hoofdplaats van de regio Singida.
In 2002 telde Singida 57.904 inwoners.
Singida is sinds 1972 de zetel van een rooms-katholiek bisdom.

## Geboren
- Restituta Joseph (1971), atleet
- Leah Malot (1972), atlete